# Seznam rimskokatoliških nadškofov Maribora
Seznam rimskokatoliških nadškofov Nadškofije Maribor.
Lavantinsko škofijo je 10. maja 1228 ustanovil salzburški nadškof Eberhard II. von Regensburg. Sedež škofije je bil v Šentandražu v Labotski dolini na Koroškem (danes Avstrija). Tako je bila dežela Koroška sedež dvema škofijama – prva, ustanovljena leta 1072, je bila Krška škofija. Šentandraž je bil sedež Lavantinske škofije 631 let, to je do leta 1859, ko ga je 4. septembra škof Anton Martin Slomšek prestavil v Maribor. Kljub prestavitvi sedeža je škofija nosila uradno ime Lavantinska škofija še naslednji 102 leti, ko je bila 5. marca 1962 za časa škofa Maksimilijana Držečnika preimenovana v Škofijo Maribor. Od tedaj so se tudi škofje imenovali mariborski in ne več lavantinski. Do nove spremembe je prišlo 7. aprila 2006 za časa škofa Franca Krambergerja, ko je bila škofija povišana v nadškofijo, hkrati pa je postala tudi sedež novoustanovljene Metropolije Maribor. Od tedaj nosijo vsi ordinariji naziv nadškof in metropolit.

## Seznam
| #   | Slika                     | Ime                                               | Rojen, umrl                                                                         | Škof                                  | Druge službe |
| --- | ------------------------- | ------------------------------------------------- | ----------------------------------------------------------------------------------- | ------------------------------------- | --- |
| 1.  | Klikni za spremembo slike | Ulrich von Haus                                   | ? 25. september 1257                                                                | 1228 1257                             | Salzburški nadškof ustanovi 10. maja 1228 Lavantinsko škofijo                                                     |
| 2.  | Klikni za spremembo slike | Karl von Friesach                                 | ? 1260                                                                              | 1257 1260                             | |
| 3.  | Klikni za spremembo slike | Otto von Mörnstein                                | ? 1264                                                                              | 1260 1264                             | |
| 4.  | Klikni za spremembo slike | Almerich Grafendorfer                             | pred 1251 1267                                                                      | 1265 1267                             | |
| 5.  | Klikni za spremembo slike | Herbord                                           | ? 1275                                                                              | 1267 1275                             | |
| 6.  | Klikni za spremembo slike | Gerhard von Enstal                                | ? 21. oktober 1284                                                                  | 1275 1285                             | |
| 7.  | Klikni za spremembo slike | Konrad von Fohnsdorf                              | ? 28. marec 1312                                                                    | 1285 1291                             | |
| 8.  | Klikni za spremembo slike | Heinrich von Helfenberg                           | ? 5. februar 1326                                                                   | 1291 1299                             | |
| 9.  | Klikni za spremembo slike | Wulfing von Stubenberg                            | 1259, Kapfenberg 14. marec 1318, Bamberg                                            | 1299 1304                             | |
| 10. | Klikni za spremembo slike | Werner                                            | ? 6. februar 1317                                                                   | 1304 1316                             | |
| 11. | Klikni za spremembo slike | Dietrich Wolfhauer                                | ? 21. december 1332                                                                 | 1317 1332                             | |
| 12. | Klikni za spremembo slike | Heinrich Krafft                                   | Winterthur 31. julij 1338, najbrž Neunkirchen                                       | 1332 1338                             | |
| 13. | Klikni za spremembo slike | Heinrich II. von Leis                             | ? 27. julij 1342                                                                    | 1338 1342                             | |
| 14. | Klikni za spremembo slike | Heinrich III.                                     | ? 15. julil 1356                                                                    | 1342 1356                             | |
| 15. | Klikni za spremembo slike | Peter Kröll von Reichenhall                       | ? 23. januar 1363                                                                   | 1357 1363                             | |
| 16. | Klikni za spremembo slike | Heinrich IV. Krapff                               | pred 1334 29. november 1387, Murau                                                  | 1363 1387                             | |
| 17. | Klikni za spremembo slike | Ortolf von Offenstetten                           | ? 15. november 1392, Salzburg                                                       | 1387 1390                             | |
|     | Klikni za spremembo slike | Nikolaus von Unhorst                              | ? med 9. februarjem in 4. avgustom 1400                                             | imenovan 11. januar 1391              | ni zasedel položaja in ni prejel škofovskega posvečenja                                                           |
| 18. | Klikni za spremembo slike | Konrad II. Torer von Törlein                      | ? 5. april 1406                                                                     | 1397 1408                             | |
| 19. | Klikni za spremembo slike | Ulrich II.                                        | ? 5. marec 1411                                                                     | 1408 1411                             | |
| 20. | Klikni za spremembo slike | Wolfhard von Ehrenfels                            | ? po 5. maju 1421                                                                   | 1411 1421                             | |
| 21. | Klikni za spremembo slike | Friedrich Theis von Thesingen                     | okoli 1365, Bad Wünnenberg 7. maj 1429                                              | 1423 april 1924                       | potem škof Škofije Chiemsko jezero                                                                                |
| 22. | Klikni za spremembo slike | Lorenz von Lichtenberg (1.)                       | ? 8. november 1446                                                                  | 1424 1432                             | |
| 23. | Klikni za spremembo slike | Hermann von Gnas                                  | ? 26. Februar 1438                                                                  | 1433 1436                             | |
| 24. | Klikni za spremembo slike | Lorenz von Lichtenberg (2.)                       | ? 8. november 1446                                                                  | 4. julij 1438 8. november 1446        | |
| 25. | Klikni za spremembo slike | Theobald Schweinpeck                              | ? 1. september 1462                                                                 | 24. november 1446 1. september 1462   | |
| 26. | Klikni za spremembo slike | Rudolf von Rüdesheim                              | 1402, Rüdesheim am Rhein 17. januar 1482, Wrocław                                   | 1463 1468                             | |
| 27. | Klikni za spremembo slike | Johann I. von Roth                                | 30. november 1426, Wemding 21. januar 1506, Nysa                                    | 1468 1483                             | |
| 28. | Klikni za spremembo slike | Georg                                             | pred 1483 1486                                                                      | 1483 1486                             | |
| 29. | Klikni za spremembo slike | Erhard Baumgartner                                | pred 1487 1508                                                                      | 23. marec 1488 1508                   | |
| 30. | Klikni za spremembo slike | Leonhard Peurl                                    | 1454 5. november 1536                                                               | 21. januar 1509 2. september 1533     | |
| 31. | Klikni za spremembo slike | Philliph Renner                                   | ? 5. April 1555                                                                     | 1536 1555                             | |
| 32. | Klikni za spremembo slike | Martin Herkules Rettinger von Wiespach            | ? 21. februar 1570                                                                  | 1556 1570                             | |
| 33. | Klikni za spremembo slike | Georg II. von Agricola                            | ? 16. maj 1584                                                                      | 1570 1584                             | |
| 34. | Klikni za spremembo slike | Georg III. Stobäus von Palmburg                   | 1532, Braniewo 14. oktober 1618, Velikovec                                          | 1584 1618                             | |
| 35. | Klikni za spremembo slike | Leonhard II. von Götz                             | okoli 1561, Feldkirch 28. november 1640, Gradec                                     | 1619 1640                             | |
| 36. | Klikni za spremembo slike | Albert von Priamis                                | 1605 8. september 1654                                                              | 30. december 1640 8. september 1654   | |
| 37. | Klikni za spremembo slike | Maximilian Gandolf von Kuenburg                   | 30. oktober 1622, Gradec 3. maj 1687, Salzburg                                      | 3. avgust 1655 3. marec 1665          | potem škof Škofije Seckau ter nadškof Nadškofije Salzburg in kardinal                                             |
| 38. | Klikni za spremembo slike | Sebastian von Pötting                             | 1628, Neulengbach 16. marec 1689, Passau                                            | 24. april 1665 11. marec 1673         | potem škof Škofije Passau                                                                                         |
| 39. | Klikni za spremembo slike | Franz Kaspar von Stadion                          | 1644 13. februar 1704                                                               | 29. maj 1674 13. februar 1704         | |
| 40. | Klikni za spremembo slike | Johann II. Sigmund von Kuenburg                   | 20. september 1659, Gradec 18. november 1711                                        | 23. maj 1704 1. april 1708            | potem škof Škofije Chiemsko jezero                                                                                |
| 41. | Klikni za spremembo slike | Philipp Karl von Fürstenberg                      | 15.marec 1669 14. februar 1718                                                      | 30. marec 1709 14. februar 1718       | |
| 42. | Klikni za spremembo slike | Leopold Anton von Firmian                         | 27. maj 1679, München 22. oktober 1744, Salzburg                                    | 22. maj 1718 1724                     | potem škof Škofije Seckau ter nadškof Nadškofije Salzburg                                                         |
| 43. | Klikni za spremembo slike | Joseph Oswald von Attems                          | 12. januar 1679, Gorica 4. maj 1744                                                 | 23. april 1724 4. maj 1744            | |
| 44. | Klikni za spremembo slike | Vigilius Augustin Maria Freiherr von Firmian      | 16. februar 1714, Trento 4. avgust 1788, Passau                                     | 16. februar 1714 4. avgust 1788       | 3. september 1744 4. avgust 1788                                                                                  |
| 45. | Klikni za spremembo slike | Johann Baptist von Thurn und Taxis                | 20. avgust 1706, Konstanca 3. junij 1762                                            | 31. marec 1754 3. junij 1762          | |
| 46. | Klikni za spremembo slike | Joseph Franz Anton von Auersperg                  | 31. januar 1734, Dunaj 21. avgust 1795, Passau                                      | 22. maj 1763 4. januar 1764           | potem škof Škofije Krka, škof Škofije Passau ter kardinal                                                         |
|     | Klikni za spremembo slike | Peter Michael Vigil von Thun und Hohenstein       | 13. december 1724, Trento 17. januar 1800                                           | 13. marec 1773 5 tednov kasneje       | odstopil pred škofovskim posvečenjem potem škof Škofije Trento                                                    |
| 47. | Klikni za spremembo slike | Franz II. von Breuner                             | 21. maj 1723, Gradec 1. marec 1797, Salzburg                                        | 9. januar 1774 1. maj 1777            | potem škof Škofije Chiemsko jezero                                                                                |
| 48. | Klikni za spremembo slike | Vinzenz Joseph Franz Sales von Schrattenbach (1.) | 18. junij 1744, Brno 25. maj 1816, Brno                                             | 6. junij 1777 29. januar 1790         | |
| 49. | Klikni za spremembo slike | Joseph Ernest Gandolph von Kuenburg               | 8. maj 1737 12. december 1793                                                       | 13. marec 1790 12. december 1793      | |
| 50. | Klikni za spremembo slike | Vinzenz Joseph Franz Sales von Schrattenbach (2.) | 18. junij 1744, Brno 25. maj 1816, Brno                                             | 26. junij 1795 4. junij 1800          | potem škof Škofije Brno                                                                                           |
| 51. | Klikni za spremembo slike | Leopold Maximilian von Firmian                    | 10. oktober 1766, Trento 12. november 1831, Dunaj                                   | 23. november 1800 25. januar 1822     | prej pomožni škof Škofije Passau potem nadškof Nadškofije Dunaj                                                   |
| 52. | Klikni za spremembo slike | Ignac Franc Zimmermann                            | 26. julij 1777, Slovenska Bistrica 28. september 1843, Šentandraž v Labotski dolini | 12. september 1824 28. september 1843 | |
| 53. | Klikni za spremembo slike | Franc Ksaver Kutnar                               | 26. oktober 1773, Šentvid pri Stični 8. marec 1846, Šentandraž v Labotski dolini    | 3. marec 1944 8. marec 1846           | prvi slovenski škof na lavantinskem škofovskem sedežu                                                             |
| 54. | Klikni za spremembo slike | Anton Martin Slomšek                              | 26. november 1800, Uniše 24. september 1862, Maribor                                | 5. julij 1846 24. september 1862      | sedež škofije 4. septembra 1859 prenešen iz Šentandraža v Labotski dolini v Maribor od 19. septembra 1999 blaženi |
| 55. | Klikni za spremembo slike | Jakob Maksimilijan Stepišnik                      | 22. julij 1815, Celje 28. junij 1889, Maribor                                       | 18. januar 1863 28. junij 1889        | koncilski oče Prvega vatikanskega koncila                                                                         |
| 56. | Klikni za spremembo slike | Mihael Napotnik                                   | 20. september 1850, Tepanjski Vrh 28. marec 1922, Maribor                           | 27. oktober 1889 28. marec 1922       | |
| 57. | Klikni za spremembo slike | Andrej Karlin                                     | 15. november 1857, Stara Loka 5. april 1933, Maribor                                | 6. junij 1923 5. april 1933           | |
| 58. | Klikni za spremembo slike | Ivan Jožef Tomažič                                | 1. avgust 1876, Miklavž pri Ormožu 26. februar 1949, Maribor                        | 27. junij 1933 27. februar 1949       | |
| 59. | Klikni za spremembo slike | Maksimilijan Držečnik                             | 5. oktober 1903, Zgornja Orlica 13. maj 1978, Maribor                               | 1949 13. maj 1978                     | škofija 5. marca 1962 preimenovana v Škofijo Maribor koncilski oče Drugega vatikanskega koncila                   |
| 60. | Klikni za spremembo slike | Franc Kramberger                                  | 7. oktober 1936, Lenart v Slovenskih goricah                                        | 21. december 1980 3. februar 2011     | škofija 7. aprila 2006 preimenovana v Nadškofijo Maribor                                                          |
| 61. | Klikni za spremembo slike | Marjan Turnšek                                    | 25. julij 1955, Celje                                                               | 3. februar 2011 31. julij 2013        | prej prvi škof Škofije Murska Sobota                                                                              |
| 62. | Klikni za spremembo slike | Alojzij Cvikl                                     | 19. junij 1955, Celje                                                               | 26. april 2015                        | jezuit |

## Pomožni škofje
- Ivan Jožef Tomažič (1. avgust 1928 – 27. junij 1933)
- Maksimilijan Držečnik (15. december 1946 – 15. junij 1960)
- Vekoslav Grmič (21. april 1968 – 6. november 1980)
- Jožef Smej (15. april 1983 – 18. junij 2009)
- Anton Stres (24. junij 2000 – 7. april 2006, nadškof koadjutor 31. januar 2009 – 28. november 2009)
- Peter Štumpf (10. september 2006 – 28. november 2009)
- Marjan Turnšek (28. november 2009 – 3. februar 2011)